# Comando Nacional Unitario de Lucha
El Comando Nacional Unitario de Lucha (CNUL) es una asociación de organizaciones sociales, gremiales y políticas en Perú que lideró y buscó unificar la protesta antigubernamental denominada Tercera Toma de Lima. Tiene como Coordinador General a Lucio Ccallo.
Posteriormente, se identificó que continúa convocando a nuevas movilizaciones en el país.  

## Contexto

### Intento de autogolpe de Castillo y convulsión social
Tras el intento de autogolpe de Pedro Castillo, iniciaron protestas a nivel nacional exigiendo su liberación, además de la renuncia de Dina Boluarte (que había asumido el cargo de presidente), nueva constitución, adelanto de elecciones y cierre del congreso. La dirigencia de las protestas fue desordenada siendo estas convocadas por diversas organizaciones de izquierda y sin que una persona pudiera asumir el liderazgo de estas.

### Formación del CONULP y el CUL
Durante las protestas se formaron el Comité Nacional Unificado de Lucha en el Perú (CONULP) y el Comando Unitario Nacional de Lucha (CUL). El CONULP fue integrado por diversas organizaciones de izquierda, entre ellas el FENATE, y reservistas; mientras que el CUL estaba integrado por la CGTP, la CUNARC, entre otras organizaciones.

## Historia

### Creación
El CNUL fue creado a inicios de julio de 2023 en Lima a través de una asamblea nacional de dirigentes gremiales de las 26 regiones del país e involucró a diversas organizaciones como la Asamblea Nacional de los Pueblos (ANP), Macro Norte, Macro Sur, Macro Centro, Federación de Pueblos Jóvenes, Construcción Civil, Nuevo Perú, Patria Roja, Juntos por el Perú, la Federación Nacional de Trabajadores en la Educación del Perú (FENATEP), la Central Única Nacional de Rondas Campesinas del Perú (CUNARC) y la Confederación General de Trabajadores del Perú (CGTP).
En la asamblea nacional que tuvo lugar el 1 y 2 de julio de 2023 participaron 800 dirigentes de diversas organizaciones y se conformó el Comando a partir de 20 dirigentes de organizaciones nacionales y 26 delegados de las 26 regiones.

### Actividad
El Comando Nacional Unitario de Lucha fue el principal impulsor y promotor de la Tercera Toma de Lima. Para el 12 de octubre y el 7 y 9 de diciembre, convocó nuevas jornadas de movilizaciones. Presuntamente, para estas últimas fechas, estuvo involucrado en los intentos de bloqueo de la Panamericana Sur en Barrio Chino (Ica).
Se identificó que el Comando Nacional Unitario de Lucha también estuvo involucrado en la convocatoria a movilizaciones durante los paros de transportistas ante la criminalidad.

### Plataforma por la democracia
El CNUL fue parte de la denominada "Plataforma por la democracia", constituida por la Coordinadora Nacional de Derechos Humanos (CNDDHH), junto a la Confederación General de Trabajadores del Perú (CGTP), la Central Unitaria de Trabajadores del Perú (CUT), la Confederación Nacional Agraria de Perú (CNA), la Confederación Campesina del Perú (CCP), la Asociación Nacional de Periodistas del Perú (ANP), la Federación Nacional de Mujeres Campesinas, Artesanas, Indígenas, Nativas y Asalariadas del Perú (FENMUCARINAP), Asamblea Nacional de los Pueblos (ANP), la Asociación Nacional de Centros (ANC), Foro Educativo, Comisión Episcopal de Acción Social (CEAS), el Consejo Nacional Evangélico (CONEP), Fomento de la Vida (FOVIDA), Asociación Civil Transparencia, Colectivo Marcha del Orgullo y Colectivos Universitarios. Dicha plataforma tuvo como  apoyo a organizaciones como la Asociación Pro Derechos Humanos (APRODEH), Movimiento Manuela Ramos, Centro de la Mujer Peruana Flora Tristán, el Instituto de Defensa Legal (IDL), Propuesta Ciudadana, la Asociación Servicios Educativos Rurales (SER), Paz y Esperanza, Red Nacional de Derechos Humanos, Tejedoras, Equipos Docentes, Coordinadora de Organizaciones Políticas de Izquierda y Progresistas (COIP), Nuevo Perú por el Buen Vivir, En Movimiento, el Partido Comunista Patria Roja, Fuerza Ciudadana, Tierra y Libertad, el Partido Morado, entre otros.